# Kir2.1
Kir2.1 내향성 칼륨 통로는 KCNJ2 유전자에 의해 암호화된 지질 게이트 통로(lipid-gated ion channel)이다.

## 임상적 의의
이 유전자의 결함은 안데르센-타윌 증후군과 관련이 있다.
KCNJ2 유전자의 돌연변이는 짧은 QT 증후군을 일으키는 것으로 나타났다.

## 연구 중
신경유전학에서 Kir2.1은 Drosophila 연구에서 뉴런을 억제하는 데 사용된다.
광유전학에서, Kir2.1의 트래피킹 서열은 막 위치를 개선하기 위해 할로로돕신에 추가되었다. 생성 된 단백질 eNpHR3.0은 빛으로 뉴런을 억제하기 위해 광유전 연구에 사용된다.
인간 HEK 293 세포에서 Kir2.1 유전자의 발현은 일시적인 외부 전류를 유도하여 칼륨의 반전 전위에 가까운 일정한 막 전위를 생성한다.

## 상호 작용
Kir2.1은 다음과 상호 작용하는 것으로 나타났다.
- DLG4[13]
- 인터루킨 16[14]
- TRAK2[15]